# 藤木直人
藤木 直人（ふじき なおひと、1972年〈昭和47年〉7月19日 - ）は、日本の俳優、歌手、ミュージシャン。
千葉県佐倉市出身。所属事務所はキューブ、所属レコード会社はポニーキャニオン。早稲田大学理工学部情報学科を卒業した。二卵性双生児の弟。愛称は「フジッキー」。

## 来歴

### 生い立ち
岡山県倉敷市で二卵性双生児の弟として生まれ、父親の転勤にともない、10歳までの間に神戸、横浜、千葉と移り住む。幼少期は、スポーツ万能で勉強もでき社交的な双子の兄に少なからずコンプレックスを持っていた。また常に周囲から兄と比べられたため、かなりの負けず嫌いという一面を持つようになり、努力家である。二卵性の双子なので、兄と顔は似ていない。座右の銘は、「継続は力なり」である。
千葉県立佐倉高等学校を経て、1年浪人後の1992年（平成4年）、早稲田大学理工学部情報学科に入学。高校2年の時に「ミスター佐倉高校」全校1位に思いがけず選ばれたこと、また同2年の17歳でギターに出会ったことが、俳優・音楽業を目指す広い意味でのきっかけになる。

### 大学時代
大学2年に在学中の1993年（平成5年）、ファッション雑誌『メンズノンノ』（集英社）のモデルに自薦応募した。最終審査で落選したものの、芸能事務所の目に留まり、同4年在学中の1995年（平成7年）、映画 『花より男子』（東映版）の花沢類役で俳優デビューを果たした。デビュー後、大学を辞めることを考えたこともあったが、1年留年し、1997年（平成9年）に卒業した。数理情報科学専攻に進み、卒業研究は広田良吾の研究室で行った。卒業論文のタイトルは「ヴォルテラ方程式の超差分化」であった。

### 本格デビュー後
大学卒業後、本格的に芸能活動を開始。1999年7月7日にシングル「世界の果て〜the end of the world〜」でCDデビューした。
1998年、NHK大河ドラマ『徳川慶喜』で慶喜の側近・村田新三郎役に抜擢される。また同年、『GTO』の警官役で1クールの連続ドラマに初めてレギュラー出演した。
以後、1998年『なにさまっ!』（TBSテレビ）、1999年『P.S.元気です、俊平』（TBSテレビ）などのドラマに次々と出演する。
1999年度下半期のNHK連続テレビ小説『あすか』で、ヒロイン・竹内結子の相手役をつとめて注目を浴びる。
2000年からドラマ『ナースのお仕事』シリーズ（フジテレビ）に出演し、ヒロイン・観月ありさの恋人となる研修医役を演じ、注目され、人気を博す。
2000年にNHKで放送されたドラマDモード『喪服のランデヴー』で連続ドラマ初主演を果たす。
2001年に月9ドラマ『ラブ・レボリューション』（フジテレビ）で演じた政治記者役でブレイクした。
2002年、第26回エランドール賞新人賞を受賞した。
2003年、『高校教師』（TBSテレビ）で民放連続ドラマ初主演を果たした。同年、公開の初主演映画『g@me.』では狂言誘拐の人質にとった広告主の娘と恋に落ちるエリート広告マンを演じて、翌年第27回日本アカデミー賞新人俳優賞を受賞した。
2004年、『愛し君へ』（フジテレビ）で月9ドラマに初主演（W主演）し、病に侵されるカメラマン役を演じるにあたり、減量して役に臨んだ。

### 2005年以降
2005年4月から、トーク番組『おしゃれカンケイ』（日本テレビ）の後継番組である『おしゃれイズム』のパーソナリティ（司会）を務め、番組テーマ曲の作曲も担当した。司会なども好評を得ている。
2005年12月27日、9年の交際を経て、所属していた大学のサークルで知り合った6歳年下の一般女性と結婚した。2006年12月に第1子、2010年5月に第2子、2016年6月に第3子が誕生。
2006年の土9ドラマ『ギャルサー』（フジテレビ）に出演、2009年4月クールのドラマ『夜光の階段』と『イケ麺そば屋探偵〜いいんだぜ!〜』で主演を務め、主題歌も担当した。主演級の出演が途切れることなく続く。
2007年に『ホタルノヒカリ』（日本テレビ）に出演し、2010年にパート2が放送、2012年に映画版が公開されるほどのヒット作となる。
以後、2008年の『Around40〜注文の多いオンナたち〜』に出演した。
2013年の『ラスト♡シンデレラ』に出演し、話題になる。同年、『ドクターX〜外科医・大門未知子〜』（第2シリーズ）に出演した。
2017年の『嘘の戦争』などのドラマに出演した。
舞台作品では、2008年12月から年を跨いで上演された時代劇『冬の絵空』で初舞台を踏む。2014年、2015年の両年、蜷川幸雄演出の舞台『海辺のカフカ』で図書館の司書・大島役を演じ、2015年に蜷川幸雄生誕80周年を記念して行われたロンドン、ニューヨークなどを巡る海外公演に参加した。2016年、蜷川幸雄の遺作となった彩の国シェイクスピア・シリーズ第32弾『尺には尺を』で主演を務めた。
2014年7月から始まったTOKYO FMのスポーツドキュメント番組『TOYOTA Athlete Beat』でラジオパーソナリティを務める。
2018年、第90回アカデミー賞で長編アニメーション賞と主題歌賞をW受賞したディズニー・ピクサーのアニメ映画『リメンバー・ミー』の日本語吹き替え版で主人公の相棒となるヘクター役を担当した。

## 人物
元プロ野球選手のイチロー（元シアトル・マリナーズ）を敬愛し、イチローの野球に対するそのストイックな姿勢は憧れであり、オリックス・ブルーウェーブ時代からイチローの打率をチェックするのが日課となっていた。フェルナンデス製作の藤木モデルのオリジナルギターには、イチローのオリックス・ブルーウェーブ、シアトル・マリナーズ時代の背番号51のロゴが入っていて、藤木にとって51はラッキーナンバーになっている。
ルービックキューブ、ペンシルパズルのひとつである数独が大好きである。小学生時代にルービックキューブが発売されるが、この時には揃える事が出来なかった。大人になってからファンにルービックキューブをプレゼントしてもらった事を切っ掛けに徐々に熱心になっていく。ルービックキューブは自作のノートを作っており6面を20秒台で揃えることができる。2015年に『アナザースカイ』で訪れたロンドン・カムデンマーケットにある玩具店でルービックキューブ目隠し世界記録保持者オリー・フロストに挑戦、3×3ルービックキューブを28秒で6面完成させた。2019年の自身CDデビュー20周年の記念ライブ(Naohito Fujiki Live Tour ver12.0 ～20th-Grown Boy-みんなで叫ぼう!LOVE!! tour～)では『レゾナンス・レジスタンス』の間奏中、約30秒の間でルービックキューブソロを行った。その様子は2019年10月14日のテレビ東京系列『ありえへん∞世界』のVTRでルービックキューブ愛が強すぎる故に出たありえへん暴挙として放送された。2019年には「藤木直人モデル」のルービックキューブを発売している。
中学生の時に親にPC-8800シリーズを買ってもらい『信長の野望シリーズ』や『三國志シリーズ』で遊ぶようになった。
釣りに行くのが好きで、『おしゃれイズム』でゲストと一緒、またはひとりでロケに楽しんで行く姿が見られた。釣りに関する情報をYouTubeで探している中で釣りいろはという佐賀県鹿島市を中心に活動するYouTuberと出会い自らコラボを依頼し、以降定期的に彼らの動画に出演している。
女優の板谷由夏とは家族ぐるみで付き合いが有り、お互い"姐さん""直ちゃん"と呼び合う仲である。
ファイナンシャル・プランニング技能士2級の資格を取得している。

## 出演

### テレビドラマ
- ハートにS 第19回 エンディング「それぞれの旅」（1995年8月21日、フジテレビ） ※ドラマデビュー作
  - 第21回「真夏のファンタスム」（1995年9月4日）
- 聖夜の奇跡 第1章「イヴなんていらない」（1995年12月23日、フジテレビ） - タケシ役
- 東京SEX 第17回「セクハラ」（1996年2月12日、フジテレビ） - 大野 役
- 世界でいちばん優しい音楽（1996年5月12日・19日、関西テレビ・フジテレビ） - 稲垣皓 役
- 3番テーブルの客 第1回（1996年10月21日、フジテレビ） - ウェーター役
- 世にも奇妙な物語 （フジテレビ）
  - 聖夜の特別編「恐怖のカラオケ歌合戦」（1996年12月24日） - 川崎慎二 役
  - '14春の特別編「復讐病棟」（2014年4月5日） - 主演・医師 役
  - 25周年記念! 秋の2週連続SP〜傑作復活編〜「ズンドコベロンチョ」（2015年11月21日） - 主演・三上修二 役[23]
- 名探偵保健室のオバさん 最終話（1997年3月10日、テレビ朝日） - 小田切隆 役
- Shin-D Love Blood（1997年4月2日・9日、日本テレビ）
- 金田一耕助シリーズ 獄門島（1997年5月5日、TBS） - 鵜飼章三 役
- 山村美紗サスペンス 向日葵は死のメッセージ（1997年7月12日、テレビ朝日） - 野村 役
- ギャルボーイ!（1997年8月 - 9月、テレビ朝日） - 相模友弘 役
- ラブジェネレーション 第7話（1997年11月24日、フジテレビ） - 片桐哲平の同窓生 役
- 大河ドラマ（NHK総合）
  - 徳川慶喜（1998年） - 村田新三郎 役
  - 平清盛（2012年） - 西行（佐藤義清） 役
  - 西郷どん（2018年） - 阿部正弘 役[24]
- ドンウォリー! 第4話（1998年5月5日、関西テレビ・フジテレビ） - 飯島光晴 役
- GTO（1998年7月 - 9月、関西テレビ・フジテレビ） - 冴島龍二 役
  - GTOドラマスペシャル（1999年6月29日）
  - GTOリバイバル（2024年4月1日）[25]
- ハッピーマニア 第8話（1998年8月26日、フジテレビ） - 万田裕介 役
- なにさまっ!（1998年10月 - 12月、TBS） - 高杉真紀夫 役
- 鬼の棲家（1999年1月 - 3月、フジテレビ） - 佐々岡譲 役
- P.S.元気です、俊平（1999年6月 - 9月、TBS） - 曽根田隆 役
- 連続テレビ小説（NHK総合）
  - あすか（1999年10月4日 - 2000年4月1日） - 速田俊作（ハカセ） 役
  - なつぞら（2019年4月1日 - 9月26日）- 柴田剛男 役[26]
- ナースのお仕事3（2000年4月 - 9月、フジテレビ） - 高杉健太郎 役
  - ナースのお仕事4（2002年7月 - 9月）
  - ナースのお仕事 離島編 / 再会編（2014年10月31日・11月1日）
- 喪服のランデヴー（2000年8月 - 9月、NHK総合） - 主演・路木悟史 役 ※連続ドラマ初主演
- ラブ・レボリューション（2001年4月 - 6月、フジテレビ） - 須賀英一郎（スガチャン） 役
- プラトニック・セックス 20歳の純愛編（2001年9月28日、フジテレビ） - 丹波克己 役
- アンティーク 〜西洋骨董洋菓子店〜（2001年10月 - 12月、フジテレビ） - 小野裕介 役
- 初体験（2002年1月 - 3月、フジテレビ） - 広田（房野）拓海（房ちゃん） 役
- 高校教師（2003年1月 - 3月、TBS） - 主演・湖賀郁巳 役
- 太閤記 サルと呼ばれた男（2003年12月27日、フジテレビ） - 織田信長 役
- 愛し君へ（2004年4月 - 6月、フジテレビ） - 主演・安曇俊介 役（菅野美穂とW主演）
- ドラマW 宿命（2004年12月26日、WOWOW） - 主演・瓜生晃彦 役
- スローダンス（2005年7月 - 9月、フジテレビ） - 芹沢英介 役
- 星に願いを〜七畳間で生まれた410万の星〜（2005年8月26日、フジテレビ） - 武田邦明 役 ※米ディズニーと初共同制作作品
- 積木くずし真相 〜あの家族、その後の悲劇〜（2005年9月2日・3日、フジテレビ） - 杉原憲一 役
- 1リットルの涙（2005年10月 - 12月、フジテレビ） - 水野宏 役 ※特別出演 
  - 1リットルの涙 特別編〜追憶〜（2007年4月5日）
- 小早川伸木の恋（2006年1月 - 3月、フジテレビ） - 仁志恭介 役
- ギャルサー（2006年4月 - 6月、日本テレビ） - 主演・北島進之助（シンノスケ） 役
- テレビCMの日 スペシャルドラマ メッセージ〜伝説のCMディレクター・杉山登志〜（2006年8月28日、毎日放送・TBS） - 主演・杉山登志 役
- プロポーズ大作戦（2007年4月 - 6月、フジテレビ） - 多田哲也 役
  - プロポーズ大作戦スペシャル（2008年3月25日）
- ホタルノヒカリ（2007年7月 - 9月、日本テレビ） - 高野誠一（ぶちょお） 役
  - ホタルノヒカリ2（2010年7月 - 9月）
- Around40〜注文の多いオンナたち〜（2008年4月 - 6月、TBS） - 岡村恵太郎 役
- シバトラ〜童顔刑事・柴田竹虎〜（2008年7月 - 9月、フジテレビ）  - 藤木小次郎 役
  - シバトラ〜童顔刑事!史上最大の危機スペシャル〜（2009年5月9日）
  - シバトラ〜さらば、童顔刑事スペシャル〜（2010年5月22日）
- 我はゴッホになる! 〜愛を彫った男・棟方志功とその妻〜（2008年10月25日、フジテレビ） - 澤村涼二 役
- イケ麺そば屋探偵〜いいんだぜ!〜（Season1）（2009年4月 - 6月、日本テレビ） - 主演・樋口潤太郎 役
  - イケ麺新そば屋探偵〜いいんだぜ!〜（Season2）（2009年7月 - 9月）
- 松本清張生誕100年スペシャル 夜光の階段（2009年4月 - 6月、テレビ朝日） - 主演・佐山道夫 役
- 最後の約束（2010年1月9日、フジテレビ） - 岡中進一郎 役 ※特別出演
- 泣かないと決めた日（2010年1月 - 3月、フジテレビ） - 桐野征治 役
  - 絶対泣かないと決めた日〜緊急スペシャル〜（2010年7月2日）
- CONTROL〜犯罪心理捜査〜（2011年1月 - 3月、フジテレビ） - 南雲準 役
- 幸せになろうよ（2011年4月 - 6月、フジテレビ） - 矢代英彦 役
- 専業主婦探偵〜私はシャドウ（2011年10月 - 12月、TBS） - 浅葱武文 役
- 三毛猫ホームズの推理（2012年4月 - 6月、日本テレビ） - 片山ヒロシ 役
- PRICELESS〜あるわけねぇだろ、んなもん!〜（2012年10月 - 12月、フジテレビ） - 大屋敷統一郎 役
- NHK正月時代劇 御鑓拝借〜酔いどれ小籐次留書〜（2013年1月1日、NHK総合） - 古田寿三郎 役
- 神様のボート（2013年3月10日・17日・24日、NHK BSプレミアム） - 沢木哲哉 役[27]
- 女信長（2013年4月5日・6日、フジテレビ） - 徳川家康 役
- ラスト♡シンデレラ（2013年4月 - 6月、フジテレビ） - 立花凛太郎 役
- ドクターX〜外科医・大門未知子〜（第2期）（2013年10月 - 12月、テレビ朝日） - 近藤忍 役
- 鍵のかかった部屋SP（2014年1月3日、フジテレビ） - 稲葉透 役
- 森光子を生きた女（2014年5月9日、フジテレビ） - 岡本愛彦 役
- さよなら私（2014年10月 - 12月、NHK総合） - 星野洋介 役
- 信長協奏曲（2014年10月 - 12月、フジテレビ） -  竹中半兵衛 役[28] ※友情出演
- 心がポキッとね（2015年4月 - 6月、フジテレビ） - 大竹心 役
- 37.5℃の涙（2015年7月 - 9月、TBS） - 柳主税 役 ※特別出演
- 天才バカボン〜家族の絆〜（2016年3月11日、日本テレビ） - 実業家 役 ※友情出演
- 私 結婚できないんじゃなくて、しないんです（2016年4月 - 6月、TBS） - 十倉誠司 役[29]
- 叡古教授の事件簿（2016年5月21日、テレビ朝日） - 主演・宇野辺叡古 役 [30]
- かもしれない女優たち 2016（2016年10月10日、フジテレビ） - 藤木直人 役
- THE LAST COP/ラストコップ（2016年10月 - 12月、日本テレビ） - 松浦聡 役 ※特別出演
- 嘘の戦争（2017年1月10日 - 3月14日、関西テレビ・フジテレビ） - 二科隆 役
- 母になる（2017年4月12日 - 6月14日、日本テレビ） - 柏崎陽一 役
- FINAL CUT（2018年1月9日 - 3月13日、関西テレビ･フジテレビ） - 百々瀬塁 役
- グッド・ドクター （2018年7月12日 - 9月13日、フジテレビ） - 高山誠司 役
- イノセンス 冤罪弁護士（2019年1月19日 - 3月23日、日本テレビ） - 秋保恭一郎 役[31]
- ハル～総合商社の女～（2019年10月21日 - 12月9日、テレビ東京） - 和田寿史 役[32]
- 姉ちゃんの恋人（2020年10月27日 - 12月22日、関西テレビ・フジテレビ） - 高田悟志 役[33]
- エアガール（2021年3月20日、テレビ朝日）  - 白洲次郎 役[34]
- ボクの殺意が恋をした（2021年7月4日 - 9月12日、読売テレビ・日本テレビ） - 男虎丈一郎 役[35]
- 黒鳥の湖（2021年7月24日 - 8月21日、WOWOW） - 主演・財前彰太 役
- 恋なんて、本気でやってどうするの?（2022年4月18日 - 6月20日、関西テレビ・フジテレビ） - 岩橋要 役[36]
- 脚本芸人 第1夜・第3夜（2022年6月22日・24日、フジテレビ）- 倉田 役[37]
- パパとなっちゃんのお弁当（2023年1月16日 - 3月17日、日本テレビ） - 主演・遠山直史 役（當真あみとW主演）[38]
- 連続ドラマW フィクサー（Season1）（2023年4月23日 - 5月21日、WOWOW） - 中埜弘輝 役[39][40]
- 恋愛戦略会議（2024年3月13日 - 16日、フジテレビ） - 木暮豊 役[41]
- アンチヒーロー 第4話 - 最終話（2024年5月5日 - 6月16日、TBS） - 倉田功 役[42]
- D&D〜医者と刑事の捜査線〜（2024年10月18日 - 11月29日、テレビ東京） - 主演・紙子良 役[43][44]
- 最後の鑑定人（2025年7月9日 - 、フジテレビ） - 主演・土門誠 役[45]

### 配信ドラマ
- ボクの殺意が恋する前（2021年7月25日 - 9月12日、Hulu） - 男虎丈一郎 役[46]
- 恋マジのウラ撮っちゃって、どうするの?（2022年4月18日 - 、GYAO!） - 岩橋要 役
- グラスハート（2025年7月31日 - 、Netflix） - 井鷺一大 役[47]
- MISS KING / ミス・キング（2025年9月29日配信予定、ABEMA） - 藤堂成悟 役[48]

### 映画
- 花より男子（1995年8月19日公開、東映） - 花沢類 役 ※デビュー作
- That's カンニング! 史上最大の作戦?（1996年、東映） - 江崎忍 役
- ナースのお仕事 ザ・ムービー（2002年、東宝） - 高杉健太郎 役
- ドラゴンヘッド（2003年、東宝） - 仁村 役
- g@me.（2003年、東宝） - 主演・佐久間俊介 役
- Jam Films S『スーツ -suit-』（2005年、ファントム・フィルム） - 主演・今野英雄 役
- 花より男子F（ファイナル）（2008年、東宝） - 鏑木和 役[注 2]
- 本格科学冒険映画 20世紀少年 第2章 最後の希望（2009年、東宝） - 蝶野将平 役
  - 本格科学冒険映画 20世紀少年 最終章 ぼくらの旗（2009年）
- BABY BABY BABY! -ベイビィ ベイビィ ベイビィ-（2009年、東映） - 高原健二 役 ※友情出演
- 劇場版TRICK 霊能力者バトルロイヤル（2010年、東宝） - 伏見達郎 役 ※友情出演
- 映画 ホタルノヒカリ（2012年、東宝） - 高野誠一 役  [49]
- 信長協奏曲（2016年、東宝） - 竹中半兵衛 役（回想シーン）
- LAST COP THE MOVIE（2017年、松竹） - 松浦聡 役 ※特別出演
- 夏への扉 -キミのいる未来へ-（2021年6月25日、東宝・アニプレックス） - PETE（ピート） 役
- 鋼の錬金術師 完結編 復讐者スカー（2022年5月20日、ワーナー・ブラザース映画） - ユーリ・ロックベル 役[50]
  - 鋼の錬金術師 完結編 最後の錬成（2022年6月24日）[50]

### 舞台
- 冬の絵空（2008年12月 - 2009年2月、5ヶ所・51公演） - 主演・沢村宗十郎 役
- リーディングドラマ『Re:』（アール・イー）（2012年3月20日、1ヶ所・2公演） - 堂山参太郎 役
- 海辺のカフカ（2014年6月 - 7月、国内4ヶ所・37公演） - 大島 役
  - 海辺のカフカ（2015年5月 - 11月、国内1ヶ所・21公演 / 海外4ヶ国・16公演）
- 彩の国シェイクスピア・シリーズ 第32弾『尺には尺を』（2016年5月 - 6月、3ヶ所・29公演） - 主演・アンジェロ 役
- 音楽劇『魔都夜曲』（2017年7月 - 8月、3ヶ所・34公演） - 主演・白河清隆 役
- KERA CROSS『グッドバイ』（2020年1月 - 2月、シアタークリエ / 梅田芸術劇場 / ビレッジホール 他地方公演）
- 奏劇 vol.2『Trio〜君の音が聴こえる』（2022年12月15日 - 24日、よみうり大手町ホール） - トム 役
- ハリー・ポッターと呪いの子（2023年7月29日 - 12月30日、TBS赤坂ACTシアター）- 主演・ハリー・ポッター 役[51][52]

### オリジナルビデオ
- F・I・S・H（1998年） - 主演・タカオ 役 ※初主演

### 劇場アニメ
- 劇場版 HUNTER×HUNTER 緋色の幻影（2013年、東宝） - オモカゲ 役[53] ※特別出演

### 吹き替え
- リメンバー・ミー（2018年、ディズニー・ピクサー） - 準主演・ヘクター 役[54]

### テレビ番組
- 世界ウルルン滞在記 第151回（1998年6月7日、毎日放送・TBS） - リポーター[注 3]
- ソルトレーク2002（2002年2月9日 - 2月22日、フジテレビ） - スタジオナビゲーター ※冬季オリンピック番組
- 超時空ミステリー 世紀の天才ダ・ヴィンチ最大の謎と秘密の暗号〜ダ・ヴィンチ・コードの真実に迫る!〜（2005年3月12日、フジテレビ） - ナビゲーター ※歴史ミステリー番組
- おしゃれイズム（2005年4月10日 - 2021年9月26日、日本テレビ） - レギュラーパーソナリティ
- 藤木直人のWE WILL ROCK YOU 開幕直前緊急リポート!（2006年11月6日 - 11月11日、日本テレビ） - ナビゲーター[注 4]
- ホレゆけ!スタア☆大作戦〜まりもみ危機一髪!〜（第1シリーズ）（2007年4月 - 9月、読売テレビ他） - 樋口潤太郎 役
  - ホレゆけ!スタア☆大作戦〜まりもみ一触即発!〜（第2シリーズ）（2007年10月 - 2008年3月）
- トシガイ 第16回（2007年7月19日、日本テレビ） - ゲスト
- アナザースカイ 第348回（2015年7月17日、日本テレビ） - ゲスト
- 日曜日の初耳学「インタビュアー林修」（2021年10月17日、TBS）[56]
- くりぃむナンタラ（2022年1月23日、テレビ朝日） - くりぃむしちゅー上田のスケット（SBボーイ）として出演
- 工藤静香のFish On！in TOKYO BAY（2022年2月19日、BSフジ） - ゲスト
- 今夜はナゾトレ (2022年9月20日、フジテレビ) - 代理MC[注 5]
- A-Studio（2023年3月24日、TBS）
- 出川哲朗の充電させてもらえませんか?（2024年10月19日、テレビ東京）[57]
- 朝だ!生です旅サラダ（2025年4月5日 - 朝日放送テレビ） - 松下奈緒とともに司会

### ナレーション
- ハイビジョン特集 ギター百科〜これぞギターのAtoZ〜（2007年3月29日、NHK BShi）
- ザ・ノンフィクション（フジテレビ）
  - 「国境なんていらない！わたしたちの結婚」（2009年3月15日）
  - 「花嫁のれん物語4」（2013年12月1日）
- ハシワタシ（2013年4月 - 2014年3月、TBS） - レギュラーナレーション
- 挑戦者たちのスペシャリテ（2017年9月30日、BSフジ）
- なつもん！20世紀の夏休み（2023年7月28日、スパイク・チュンソフトのNintendo Switch専用のゲームソフト）

### ラジオ番組
- NEO FREAKS（1999年10月 - 2000年9月、FM横浜） - レギュラーパーソナリティ
- NAO FREAKS（2000年1月 - 6月、Date fm） - レギュラーパーソナリティ
- ラヴ・サウンズ・オン・ジェットストリーム・ヴェネチア・真冬の恋人たち（2001年12月18日・19日・20日、TOKYO FM・JFN） - マサル 役 ※ラジオドラマ
- ケータイでFMを聴こう/トーキング・ブック 12月17日週『サイレントナイト』朗読（2007年12月17日 - 12月21日、民放FM53局合同） ※5日連続配信
- TOYOTA Athlete Beat（2014年7月 - 、TOKYO FM・JFN） - レギュラーパーソナリティ ※スポーツ・ドキュメント番組

### 音楽番組
- MUSIC P.V.expo（2000年4月 - 12月、TBC） - レギュラーパーソナリティ
- 〜ライブ&ドキュメンタリー「WARP」〜（2002年7月19日、Viewsic）
- ライブツアー密着ドキュメント〜藤木直人のすべて〜（2002年7月19日、フジテレビ721）
- 藤木直人ライブ&ドキュメントNaohito Fujiki Live Tour ver5.0（2003年11月6日、WOWOW）
- Naohito Fujiki Special Live -シュクメイ-（2004年12月26日、WOWOW）
- ミュージックステーション（テレビ朝日）
- HEY!HEY!HEY! MUSIC CHAMP（フジテレビ）
- うたばん（TBS）
- MUSIC JAPAN（NHK総合）
- Music Lovers（日本テレビ）

### CM
- 資生堂「OPTUNE（オプチューン）」（1995年）
- 「トヨタカーナビ」（1997年）
- 霧島酒造「麦飯石」（1998年 - 1999年）
- シャープ企業CM（1998年 - 1999年）
- ハウス食品「カレーセレクト」（1999年）
- メナード「薬用ビューネ」（1999年 - 2001年）
- 「ザク・ドット・コム」（2000年 - 2001年） ※広告のみ
- ラッフルズ「YAK・PAK ヤックパック」（2001年）
- 参天製薬「サンテFXネオ」（2001年 - 2003年）
- シムリー「iMAGE COLLECTION」（2002年 - 2003年）
- アキレス「ecco」（2002年 - 2003年）
- Nikonデジタルカメラ「COOLPIX2500」「COOLPIX2000」「COOLPIX4300」（2002年 - 2003年）
- ロッテ「キシリトール・ホワイティストガム」「クールミントガム」（2002年 - 2003年）
- サントリー新発泡酒「炭濾過 純生」（2002年 - 2003年）
- BBテクノロジー「Broad Band Phone」（2002年 - 2003年）
- ロッテ「ACUO」（2003年 - 2004年）
- WOWOW企業CM（2004年）
- ハウス食品「ウコンの力」（2011年 - 2012年）
- ジャストシステム「スマイルゼミ」（2017年 - 2021年）
- 黄桜「辛口一献」（2017年 - 2019年 ）
- SEIKO「グランドセイコー」（2017年） ※広告のみ
- エスエス製薬「エスカップNEXT」（2018年 - 2019年）
- ADVAN GROUP（2021年 - ）

## 音楽
高校時代にBOØWYの布袋寅泰に憧れてギターを始める。高校2年の時、初めて手にしたギターはANTHEMの福田洋也モデルだった。高校3年でバンド活動を経験し、その頃にエクストリームやエアロスミスなどのハードロックを聴くようになる。布袋寅康以外に好きなギタリストはヌーノ・ベッテンコートとレブ・ビーチ。
初期の作品1stシングルから4thシングルまでと1stアルバムは寺岡呼人がプロデュースし、2ndアルバムからミニアルバム『夏歌ウ者ハ冬泣ク』までは、シライシ紗トリがプロデュースし、5thアルバムからは井手コウジら新たなプロデューサーも参加して楽曲制作が行われている。自身も作詞、作曲、プロデュースを手がけ、6thアルバム以降は楽曲制作により深く携わっている。
ライブではギターだけでなく、ピアノやトランペット、スチールパンを演奏することもある。また、ダンサーと共にダンスを披露することもある。ライブツアーver6.0から、自らツアーのプロデュースを手がけている。
1999年7月7日のCDデビューに先立って、同年6月3日、業界関係者へのお披露目でもあるコンベンションライブが新宿ロフト（ライブハウス）で行われた。プロ初ライブは、同年10月24日前橋工科大学の学園祭ライブである。初のライブツアーver0.0は、2000年2月21日、大阪・心斎橋ミューズホール（ライブハウス）からスタートし、その頃は持ち歌が少なく、寺岡呼人の曲をカバーさせてもらったり、まだリリースしていない自作曲を演奏していた。ホールツアーは、2001年のライブツアーver3.0から始まる。ライブツアーver7.0とver8.0のファイナル公演は日本武道館だった。2009年7月7日にCDデビュー10周年を迎え、この年、10周年の記念であり、10年ひと区切りの集大成ともなる10回目のライブツアーver9.0を行った。このツアー中、6月26日広島アステールプラザでの公演が、ライブツアーを始めてから通算200回目の公演となる（学園祭ライブ23公演やライブイベントは含まれていない）。2009年9月12日には、幕張メッセイベントホールで開催された音楽雑誌『PATi PATi』（ソニー・マガジンズ）の創刊25周年記念ライブイベントに出演した。
2017年、原点回帰と銘打った約16年ぶりのライブハウスツアーver11.1を開催、国内、アジア合わせて18公演を行った。
2018年10月6日・7日に開催された『長岡米俵フェス』の初日に出演した。フェスに出演するのはこれが初めてである。

サポートメンバー
- バックバンド・Nothingのメンバーは、ベース・古谷圭介（ケイスケ）、ギター・辻隆（つじっち）、ドラム・雑賀泰行（さいちゃん）、キーボード・岸田修治（キッシー）。
- ライブツアーver5.0より ライブ構成にホーンセクションがオキアミホーンズとして加わる。トランペット・丸木英治、トロンボーン・鈴木“大納言”健一、サックス・北守一生。
- ライブツアーver5.1よりサックスは北守一生に変わり上杉雄一が受け持つ。この野外ライブからダンサーも起用。ダンサーは岡口貴志、U-SAKU（電撃チョモランマ隊）。
- ダンサーは後のライブツアーver6.0から、長谷川達也（DAZZLE）が起用され、ダンスユニット・calamariとして参加。calamariは2人ユニットであるが、実際には3人いた。
- ライブツアーver7.0からはNothingに変わり、ギター・円山天使（円ちゃん）、キーボード・坂和也（坂さん）、ドラム・原治武（ジブ君）、ベース・安達貴史（ダッチ）らがライブのサポートメンバーとして参加している[注 6]。
- ライブツアーver10.0は、ベース・古谷圭介（ケイスケ）が久し振りに、ドラム・張替智広（ハリー君）が初めて参加した。
- ライブツアーver11.0は、ベース・安達貴史(ダッチ)が復帰した。
- ライブツアーver11.1のメンバーは、ギター・円山天使（円ちゃん）、キーボード・坂和也（坂さん）、ベース・古谷圭介（ケイスケ）、ドラム・張替智広（ハリー君）。

## ディスコグラフィ

### シングル
1. 世界の果て〜the end of the world〜（1999年7月7日）
  - テレビ朝日系『ウィークエンドライブ 週刊地球TV』エンディングテーマ
  - 霧島酒造「麦飯石」CMソング
2. 虹〜waiting for the rainbow〜（1999年11月17日）
3. パーフェクトワールド（2000年7月19日）
  - 朝日放送『第82回全国高校野球選手権大会中継』オープニングテーマ
4. コズミックライダー（2000年11月1日）
  - 日本テレビ系『アッコとマチャミのテレビ』エンディングテーマ
5. 2 HEARTS（2001年4月18日）
  - NHK BS2『BEAT MOTION』エンディングテーマ
6. anon（2001年8月1日）
7. パズル（2001年11月21日）
  - フジテレビ系ドラマ『プラトニック・セックス 20歳の純愛編』挿入歌
  - フジテレビ系『金曜エンタテイメント』エンディングテーマ
8. Wonderful Days（2002年2月20日）
  - 「Wonderful Days」 フジテレビ系『ソルトレーク2002』エンディングテーマ
  - 「NECESSARY」（c/w） ロッテ「キシリトール・ホワイティストガム」CMソング
9. So Long.../涙のいろ〜Media Mix〜（2002年9月4日）
  - 「So Long...」 ロッテ「クールミントガム」CMソング
  - 「涙のいろ〜Media Mix〜」 TBS系ドラマ『こちら本池上署』（第1シリーズ）主題歌
  - 「Sweet」（c/w） シムリー「iMAGE COLLECTION」イメージソング
10. 天使ノ虹（2003年2月19日）
11. Flower（2003年11月19日）
  - ロッテ「ACUO」CMソング
12. シュクメイ（2004年12月1日）
  - WOWOWドラマ『宿命』主題歌
13. HEY! FRIENDS（2006年5月17日）
  - 日本テレビ系ドラマ『ギャルサー』主題歌
14. Tuning Note（2007年10月10日）
  - 日本テレビ系ドラマ『ハリ系』主題歌
15. CRIME OF LOVE/いいんだぜ〜君がいてくれれば〜（2009年5月13日）
  - 初回盤「CRIME OF LOVE」PV収録DVD付/通常盤「everything」収録
  - 「CRIME OF LOVE」 テレビ朝日系ドラマ『夜光の階段』主題歌
  - 「いいんだぜ〜君がいてくれれば〜」 日本テレビ系ドラマ『イケ麺そば屋探偵〜いいんだぜ!〜』（Season1、Season2）主題歌
16. Speed★Star（2017年7月19日）
  - TOKYO FM『TOYOTA Athlete Beat』エンディングテーマ（2017年6月17日 - ）

### アルバム

#### オリジナルアルバム
1. BUMP!（2000年12月6日）
  - 「陽のあたる場所」 テレビ朝日系『人気者でいこう!』エンディングテーマ
2. WARP（2002年3月20日）
  - 初回盤「Wonderful Days」PV（MAKING VERSION）収録DVD付
3. 03（2003年3月5日）
  - 初回盤「天使ノ虹」PV収録DVD付
4. 夏歌ウ者ハ冬泣ク（ミニアルバム）（2004年7月28日）
  - CD-EXTRA仕様「サンクフル☆エブリナイ」PV収録
5. COLORMAN（2004年12月8日）
  - 初回盤「シュクメイ」PV収録DVD付
6. LIFE GOES ON!（2006年7月19日）
  - 初回盤「HEY! FRIENDS」PV収録DVD付
  - 「spring」 日本テレビ系『おしゃれイズム』オープニングテーマ（2005年4月 - 2008年3月）
  - 「thanks」 日本テレビ系『おしゃれイズム』BGM（2005年4月 - 2013年12月）
7. Reverse（2007年10月24日）
  - 初回盤「Tuning Note」PV収録DVD付
  - 「Splash!」 日本テレビ系『おしゃれイズム』オープニングテーマ（2008年4月 - 2012年3月）
8. ∞ Octave（2009年6月10日） ※CDデビュー10周年記念アルバム
9. -forty-（ミニアルバム）（2012年7月4日）
  - 一般発売盤『-forty-』スペシャル映像収録DVD付
  - 「Summer!!」 日本テレビ系『おしゃれイズム』オープニングテーマ（2012年4月 - 2015年6月）
10. 1989（イチキュウハチキュウ）（ミニアルバム）（2015年7月15日） 
  - 「Go for it!」 TOKYO FM『TOYOTA Athlete Beat』エンディングテーマ（2015年5月 - 2017年6月10日）
  - 「Summer(TFS Remix)」 日本テレビ系『おしゃれイズム』オープニングテーマ（2015年7月 - 2021年9月 ）
  - 「Sky」 日本テレビ系『おしゃれイズム』エンディングテーマ（2014年1月 - 2021年9月 ）
11. 20th -Grown Boy- (2019年6月19日発売) ※CDデビュー20周年記念アルバム
  - 「プライド」TOKYO FM 『TOYOTA Athlete Beat』エンディングテーマ
  - 「レゾナンス・レジスタンス」エスエス製薬　エスカップNEXT CM挿入歌
12. L -fifty- (フィフティー) (ミニアルバム) ※50歳記念ミニアルバム　(2022年7月13日発売予定)
  - 　「ミライ」TOKYO FM 『SPORTS BEAT supported by TOYOTA』エンディングテーマ（2022年4月 -  ）

#### その他のアルバム
- HISTORY of NAOHITO FUJIKI 10TH ANNIVERSARY BOX（ベストアルバム限定盤）（2009年7月15日）
- HISTORY of NAOHITO FUJIKI Standard Edition（ベストアルバム通常盤）（2009年10月21日）

### VHS/DVD/Blu-ray
1. nao-hit TV ver1.0（VHS/DVD）（2001年1月10日）
2. 別冊 nao-hit TV 〜2001 limited〜（VHS/DVD）（2001年11月21日）
3. NAO-HIT TV LIVE TOUR ver4.0 〜吉他小子的動作喜劇電影和演唱曾〜（VHS/DVD）（2002年9月4日）
4. NAO-HIT TV Live Tour ver4.0 Complete Box（VHS/DVD）（2002年12月18日）
5. NAO-HIT TV LIVE TOUR ver5.0 〜今年こそっ!?大漁でSHOW!!〜（VHS/DVD）（2003年11月19日）
6. NAO-HIT TV MAKING OF LIVE TOUR ver5.0 今年こそっ!?大漁でSHOW!!（VHS/DVD）（2003年12月17日）
7. 夏歌冬泣 〜NAO-HIT TV LIVE TOUR ver5.1〜（DVD）（2004年12月15日）
8. まっしろいカンバス 〜NAO-HIT TV LIVE TOUR ver6.0〜（DVD）（2005年3月16日）
9. まっしろいカンバスSE〜NAO-HIT TV LIVE TOUR ver6.0 Special Edition〜（DVD）（2005年5月18日）
10. F△7-VISUAL COLLECTION-（DVD）（2006年3月8日）
11. NAO-HIT TV Live Tour ver7.0〜KNOCKIN' ON SEVENTH DOOR〜FINAL IN 武道館（DVD）（2007年1月17日）
12. NAO-HIT TV Live Tour ver8.0 〜LIVE US! TOUR〜 2007.12.6 日本武道館（DVD）（2008年3月5日）
13. NAO-HIT TV Live Tour ver9.0〜10 Count Tour〜（DVD）（2009年10月21日） ※2009年7月19日東京国際フォーラムホールA（東京公演）収録
14. NAO-HIT TV Live Tour ver10.0〜不惑 IN ROCK 'N' ROLL!!〜（DVD/Blu-ray）（2013年5月15日）
15. NAO-HIT TV Live Tour ver11.0 〜1989 17 Till I Die Tour〜（DVD/Blu-ray）（2016年3月16日）
16. NAO-HIT TV Live Tour ver11.1 〜原点回帰 k.k.w.d tour〜（DVD/Blu-ray）（2018年3月14日）
17. NAO-HIT TV Live Tour ver12.0 ～20th-Grown Boy-みんなで叫ぼう!LOVE!! tour～（DVD/Blu-ray）（2020年3月25日）
18. NAO-HIT TV Live Tour ver13.0 ～ L -fifty- ～（DVD/Blu-ray）（2022年12月21日発売予定）

## ライブ
- Naohito Fujiki Live Tour ver0.0 〜Guitar kids night 2000〜（2000年2月21日 - 3月30日、5ヶ所・5公演）
- Naohito Fujiki Live Tour ver1.0 〜ギターを抱いた渡り鳥〜（2000年9月9日 - 10月1日、12ヶ所・12公演）
- Naohito Fujiki Live Tour ver2.0 〜Hop!Step!BUMP!渡り鳥越冬編!!〜（2000年12月16日 - 2001年2月17日、19ヶ所・23公演）
- Naohito Fujiki Live Tour ver3.0 〜日本の夏!渡り鳥の夏!緊張?の夏!!〜（2001年7月4日 - 8月2日、14ヶ所・15公演） ※初ホールツアー
- Naohito Fujiki Live Tour ver4.0 〜吉他小子的動作喜劇電影和演唱曾〜（2002年3月31日 - 6月14日、31ヶ所・35公演）
- Naohito Fujiki Live Tour ver5.0 〜今年こそっ!?大漁でSHOW!!〜（2003年4月4日 - 7月20日、37ヶ所・42公演）
- Naohito Fujiki Live Tour ver5.1 〜夏歌ウ者ハ冬泣ク〜（2004年8月7日 - 8月21日、2ヶ所・2公演） ※野外ライブ[注 7]
- Naohito Fujiki Live Tour ver6.0 〜まっしろいカンバス〜（2004年11月18日 - 2005年2月2日、26ヶ所・28公演）
- Naohito Fujiki Live Tour ver7.0 〜KNOCKIN' ON SEVENTH DOOR〜（2006年7月24日 - 10月4日、13ヶ所・15公演） ※初日本武道館ライブ（ファイナル）
- Naohito Fujiki Live Tour ver8.0 〜LIVE US! TOUR〜（2007年10月26日 - 12月6日、15ヶ所・16公演）
- Naohito Fujiki Live Tour ver9.0 〜10 COUNT TOUR〜（2009年6月12日 - 7月19日、10月12日・13日、14ヶ所・17公演） ※CDデビュー10周年記念ライブツアー
- Naohito Fujiki Live Tour ver10.0 〜不惑 IN ROCK'N'ROLL!!〜（2012年7月19日 - 9月2日、7ヶ所・8公演）※40歳記念ツアー(ツアー初日7月19日が40歳の誕生日)
- Naohito Fujiki Live Tour ver11.0 〜1989 17 Till I Die Tour〜 （2015年8月6日 - 8月29日、4ヶ所・5公演）
- Naohito Fujiki Live Tour ver11.1 〜原点回帰 k.k.w.d tour〜 （2017年9月7日 - 12月16日、国内12ヶ所・15公演/アジア3公演） ※約16年ぶりのライブハウスツアー
- Naohito Fujiki Live Tour ver12.0 ～20th-Grown Boy-みんなで叫ぼう!LOVE!! tour～（2019年7月7日 - 8月31日、10ヶ所・11公演 )※CDデビュー20周年記念ライブツアー
- Naohito Fujiki Live Tour ver13.0 ～ L -fifty- ～（2022年7月18日 - 7月30日、3ヶ所・4公演 )※50歳記念ツアー(ツアー2公演目7月19日が50歳の誕生日)
- Naohito Fujiki Live Tour ver14.0 ～ BE FREE ～（2024年7月6日 - 8月18日、11ヶ所・12公演 )※ライブハウスツアー、同日でファンクラブイベント開催

## 出版物

### 書籍
- アーティストブック『NF』（2001年5月17日、ソニー・マガジンズ）
- アーティストブック『Growth』（2002年3月31日、ソニー・マガジンズ）
- ドキュメントブック『RIGHT TIME RIGHT PLACE』（2003年9月25日、ソニー・マガジンズ）
- ドキュメントブック『JICON』（2005年3月30日、ソニー・マガジンズ）
- フォトブック『HOW WE DO』（2006年12月25日、ソニー・マガジンズ）
- 写真集『F-LIBRO』（2012年7月19日、エムオン・エンタテインメント）
- アーティストブック『NAOHITO FUJIKI 卄』（2015年12月24日、エムオン・エンタテインメント）
- フォトブック『Naohito Fujiki in Shanghai 2017 April』（2017年8月、キューブ）

### 連載
- PATi PATi 「nao0719@diary」（全51回）（2000年4月9日 - 2004年9月9日、ソニー・マガジンズ）
- WHAT's IN? 「藤木な御人」（全10回）（2001年10月14日 - 2002年7月14日、ソニー・マガジンズ）
- WHAT's IN? 「JONF 0719 FUJIKKIE.com」（全7回）（2002年9月14日 - 2003年3月14日、ソニー・マガジンズ）

## 受賞歴
- 2002年
  - 第26回エランドール賞 新人賞[64]
  - 第32回ザテレビジョンドラマアカデミー賞 助演男優賞（『初体験』）[65][66]
- 2004年
  - 第27回日本アカデミー賞 新人俳優賞（『g@me.』）[67]
- 2007年
  - ベストスマイル・オブ・ザ・イヤー2007 [注 8]
- 2009年
  - 第10回ベストフォーマリスト
- 2010年
  - 第14回日刊スポーツ・ドラマグランプリ（夏ドラマ選考）助演男優賞（『ホタルノヒカリ2』）
- 2012年
  - 第41回ベストドレッサー賞 芸能部門
- 2020年
  - 第39回ベスト・ファーザー イエローリボン賞 芸能部門[68]
  - 第12回ベスト・ネクタイスト[69]